# لامین کوناته
لامین کوناته (انگلیسی: Lamin Conateh؛ زادهٔ ۱ اکتبر ۱۹۸۱) بازیکن فوتبال اهل گامبیا بود.
از باشگاه‌هایی که در آن بازی کرده است می‌توان به باشگاه فوتبال آشوری‌ها اشاره کرد.
وی همچنین در تیم ملی فوتبال گامبیا بازی کرده است.